# 鐘路区

行政区域図

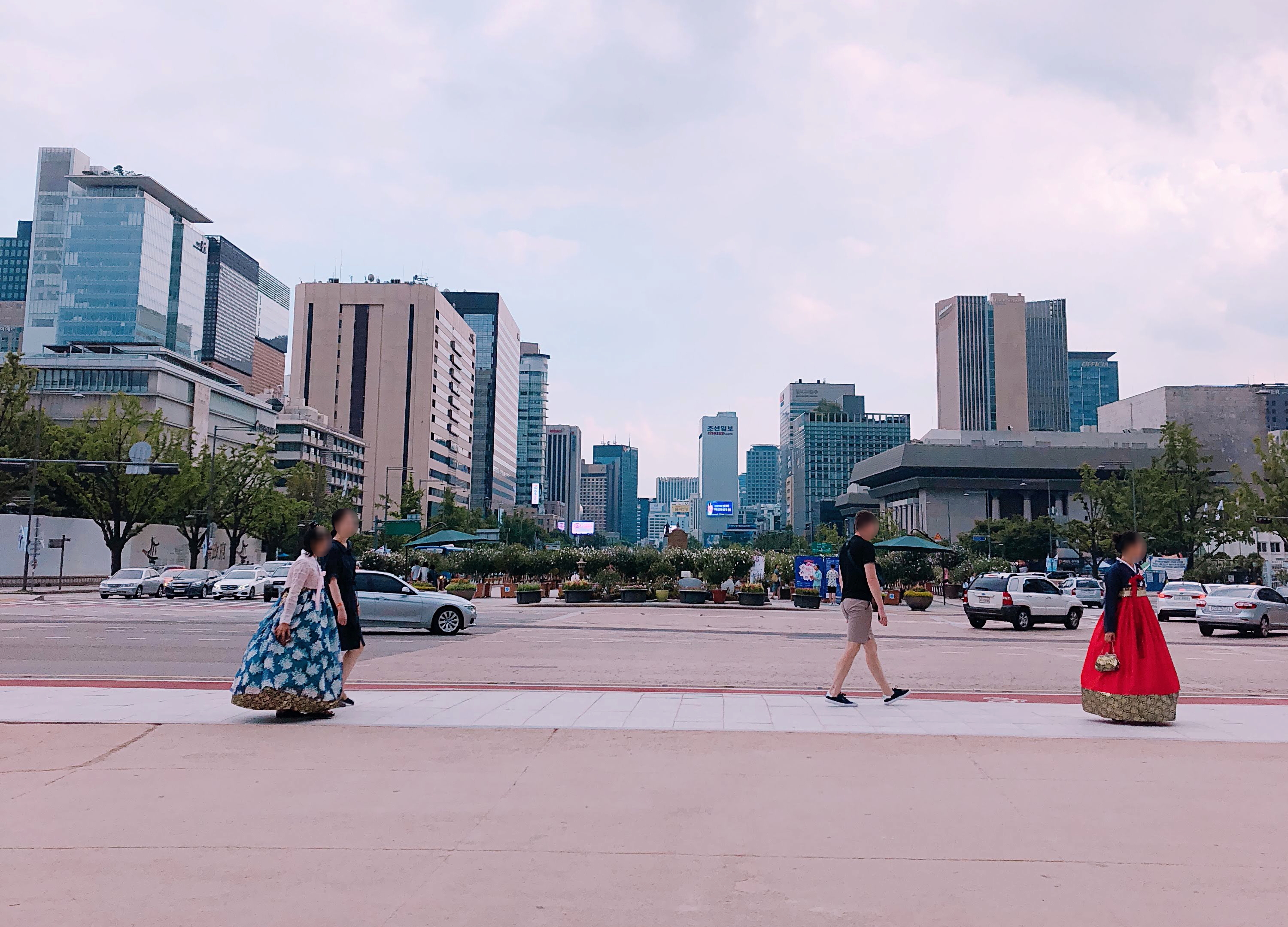
光化門から光化門広場を望む

鐘路区（チョンノく、韓国語：종로구 （チョンノグ） 発音）は、大韓民国、ソウル特別市都心部にある区である。
青瓦台など大韓民国の主要公共機関や、鐘路や寛鉄洞などの繁華街がありソウル都心の一部となっている。また景福宮、昌徳宮など歴史的な建造物も多い。大学路を中心に多くの大学が立地する文化の街としても知られる。また日本でも有名な東大門市場のある繁華街「東大門」は東大門区ではなくこちら鐘路区にある。この様に多くの繁華街を抱える鐘路区は昼夜を問わず賑やかな街である。

## 歴史
日本統治時代の1943年6月10日、京城府に区制が施行されて鐘路区が成立した。鐘路は李氏朝鮮王朝によりソウルが遷都されてから、ソウル中心部の鐘路は韓国の諸中枢機関の集まる街として発展してきた。現在でも、区内にある青瓦台や景福宮がそれを物語っている。同区を区域とする鐘路選挙区から、盧武鉉元大統領や李明博元大統領が国会議員に選出された経緯から、「韓国政治の一番地」と呼ばれている。
- 1943年6月10日 京畿道京城府清雲町、新橋町、宮井町、孝子町、昌成町、通仁町、楼上町、楼下町、玉仁町、社稷町、体府町、弼雲町、内資町、通義町、積善町、唐珠町、都染町、内需町、西大門町、光化門通などの区域をもって、京畿道京城府鐘路区を設置。
- 1946年10月1日 区内の「町」を「洞」に改称。
- 1949年 ソウル市をソウル特別市へ改称。
- 1975年10月1日
  - 西大門区から平倉洞、旧基洞、付岩洞、弘智洞、新営洞、杏村洞、松月洞、紅把洞、平洞、橋南洞、橋北洞および峴底洞・忠正路の各一部を編入。
  - 東大門区から昌信洞、崇仁洞および新設洞の一部を編入。
- 1977年9月1日 楼上洞、鐘路1街洞、鐘路5・6街洞、東崇洞を廃止し、22洞に改編。
- 1980年7月1日 鐘路3街と鐘路4・5・6街を鐘路3・4街洞と鐘路5・6街洞に改編。
- 1998年12月1日 世宗路洞を社稷洞へ、鐘路1・2街洞と鐘路3・4街洞を鐘路1・2・3・4街洞へ統合。
- 2008年11月1日 清雲洞と孝子洞を清雲孝子洞へ統合。
- 2012年8月1日 明倫3街洞が恵化洞へ統合。

## 行政区域
| 行政洞             | 読み                       | ハングル        | 漢字            | 面積(km²) | 世帯数 | 人口(人) | 法定洞 |
| ------------------ | -------------------------- | --------------- | --------------- | --------- | ------ | -------- | --- |
| 清雲孝子洞         | チョンウニョジャドン       | 청운효자동      | 淸雲孝子洞      | 2.57      | 5,072  | 13,580   | 清雲洞、新橋洞、宮井洞、孝子洞、昌成洞、通仁洞、楼上洞、楼下洞、玉仁洞、世宗路 |
| 社稷洞             | サジクトン                 | 사직동          | 社稷洞          | 1.23      | 3,897  | 9,379    | 通義洞、積善洞、体府洞、弼雲洞、内資洞、社稷洞、都染洞、唐珠洞、内需洞、世宗路、新門路1街、新門路2街 |
| 三清洞             | サムチョンドン             | 삼청동          | 三淸洞          | 1.49      | 1,168  | 2,808    | 八判洞、三清洞、安国洞、昭格洞、花洞、司諫洞、松峴洞 |
| 付岩洞             | プアムドン                 | 부암동          | 付岩洞          | 2.27      | 4,096  | 11,012   | 付岩洞、弘智洞、新営洞 |
| 平倉洞             | ピョンチャンドン           | 평창동          | 平倉洞          | 8.87      | 6,645  | 18,594   | 旧基洞、平倉洞 |
| 毋岳洞             | ムアクトン                 | 무악동          | 毋岳洞          | 0.36      | 2,871  | 8,106    | 毋岳洞 |
| 橋南洞             | キョナムドン               | 교남동          | 橋南洞          | 0.35      | 1,947  | 4,620    | 橋南洞、平洞、松月洞、紅把洞、橋北洞、杏村洞 |
| 嘉会洞             | カフェドン                 | 가회동          | 嘉會洞          | 0.54      | 1,964  | 4,917    | 嘉会洞、斎洞、桂洞、苑西洞 |
| 鐘路1・2・3・4街洞 | チョンノイルリサムサガドン | 종로1.2.3.4가동 | 鐘路1.2.3.4街洞 | 2.36      | 4,122  | 7,598    | 世宗路、清進洞、瑞麟洞、寿松洞、中学洞、鐘路1街、公平洞、寛勲洞、堅志洞、臥龍洞、勧農洞、雲泥洞、益善洞、慶雲洞、貫鉄洞、仁寺洞、楽園洞、鐘路2街、薫井洞、廟洞、鳳翼洞、敦義洞、長沙洞、観水洞、鐘路3街、仁義洞、礼智洞、苑南洞、鐘路4街 |
| 鐘路5・6街洞       | チョンノオリュッカドン     | 종로5.6가동     | 鐘路5.6街洞     | 0.60      | 2,683  | 5,792    | 蓮池洞、孝悌洞、鐘路5街、鐘路6街、忠信洞 |
| 梨花洞             | イファドン                 | 이화동          | 梨花洞          | 0.78      | 4,383  | 9,519    | 梨花洞、蓮建洞、東崇洞 |
| 恵化洞             | ヘファドン                 | 혜화동          | 惠化洞          | 1.11      | 11,000 | 22,942   | 臥竜洞、恵化洞、明倫1街、明倫2街、明倫4街、明倫3街 |
| 昌信第1洞          | チャンシンジェイルトン     | 창신제1동       | 昌信第1洞       | 0.31      | 3,115  | 6,766    | 昌信洞 |
| 昌信第2洞          | チャンシンジェイドン       | 창신제2동       | 昌信第2洞       | 0.26      | 4,742  | 11,405   | 昌信洞 |
| 昌信第3洞          | チャンシンジェサムドン     | 창신제3동       | 昌信第3洞       | 0.23      | 2,791  | 7,603    | 昌信洞 |
| 崇仁第1洞          | スンインジェイルトン       | 숭인제1동       | 崇仁第1洞       | 0.23      | 3,011  | 7,049    | 崇仁洞 |
| 崇仁第2洞          | スンインジェイドン         | 숭인제2동       | 崇仁第2洞       | 0.35      | 4,922  | 9,831    | 崇仁洞 |
| 合計               | 合計                       | 合計            | 合計            | 23.91     | 79,510 | 161,521  | |

## 首長
現在の区長は金永椶（キム・ヨンジョン、ko:김영종 (1953년)）。民選5代目の区長である。

## 機関

### 警察
- ソウル特別市警察庁
  - ソウル鍾路警察署
  - ソウル恵化警察署

## 教育

### 小学校
- 祥明大学校師範大学附属初等学校
- ソウル校洞初等学校
- ソウル大学校師範大学附設初等学校
- ソウル独立門初等学校
- ソウル梅洞初等学校
- ソウル明信初等学校
- ソウル洗劒亭初等学校
- ソウル崇信初等学校
- ソウル斎洞初等学校
- ソウル昌信初等学校
- ソウル清雲初等学校
- ソウル恵化初等学校
- ソウル孝悌初等学校
- 雲峴初等学校

### 中学校
- 儆新中学校
- 大新中学校
- 徳成女子中学校
- 東星中学校
- 培花女子中学校
- 祥明大学校師範大学附属女子中学校
- ソウル大学校師範大学附設女子中学校
- 中央中学校
- 清雲中学校

### 高等学校
- 京畿商業高等学校
- 景福高等学校
- 儆新高等学校
- 大東税務高等学校
- 大新高等学校
- 徳成女子高等学校
- 東星高等学校
- 培花女子高等学校
- 祥明大学校師範大学附属女子高等学校
- ソウル科学高等学校
- ソウル国際高等学校
- ソウル芸術高等学校
- 瑞逸情報産業高等学校
- 鐘路産業情報学校
- 中央高等学校
- 豊文女子高等学校

### 大学
- カトリック大学校
- 高麗サイバー大学校
- 徳成女子大学校
- 培花女子大学校
- 北韓大学院大学校
- 祥明大学校
- ソウル大学校
- ソウル女子大学校
- 成均館大学校
- 崇実サイバー大学校
- ヨルリンサイバー大学校
- 竜文相談心理大学院大学校
- 韓国放送通信大学校

## 観光
- 景福宮
- 慶熙宮
- 昌慶宮
- 昌徳宮
- 東大門
- 仁寺洞
- 北村韓屋村

## デモ
光化門の南側に設けられた光化門広場等を中心に盛んにデモが行われる。2017年、鐘路区一帯で行われたデモの件数は2,563件であった。

## 交通

### 鉄道
- ソウル交通公社
  - 1号線

東廟前駅 - 東大門駅 - 鐘路5街駅 - 鐘路3街駅 - 鐘閣駅
  - 3号線

景福宮駅 - 安国駅 - 鐘路3街駅
  - 4号線

恵化駅 - 東大門駅
  - 5号線

西大門駅 - 光化門駅 - 鐘路3街駅
  - 6号線

東廟前駅 - 昌信駅

## 姉妹都市
- 井邑市（全羅北道）
- 寧越郡（江原特別自治道）
- 東城区（中国 北京市）
- スフバル区（モンゴル ウランバートル市）
- ランカスター市（アメリカ合衆国 ペンシルベニア州）
- 長安区（中国 上海市）